# Les Ciels de Pern
Les Ciels de Pern (The Skies of Pern) appartient au cycle de La Ballade de Pern de l'écrivain américaine Anne McCaffrey, publié pour la première fois en 2001. Il s'agit du seizième livre de la série.
L'histoire a lieu après les Dauphins de Pern et se déroule sur une période très brève, de moins d'une révolution, contrairement à la plupart des romans du cycle.

## Écriture du livre
Pour s'assurer de l'exactitude de l'histoire, McCaffrey a consulté pour écrire ce livre un certain nombre d'astronomes qui ont planifié et modélisé l'impact de la comète et ses conséquences. Ce groupe comprenait l'auteur Bill Napier, Harry Alm et la célébrité mineure YouTube Scott Manley.

## Résumé
La chute d'une comète qui frappe Pern conduit les leaders des Weyrs et des Forts, qui contemplaient un futur où les chevaliers-dragons ne seraient plus nécessaires dans un monde bientôt sans fils, à envisager la création d'une nouvelle force stellaire composé de chevaliers-dragons. La découverte par les chevaliers-dragons F'lessan et Tai, après une attaque brutale par de grands félins, de l'utilisation possible par les dragons de la télékinésie, ne fait que renforcer leur détermination à maintenir les cieux de Pern à l'abri du danger.
En même temps, des citoyens mécontents qui résistent au rôle toujours croissant de la technologie dans la vie sur Pern s'unissent comme Abominators, attaquant les ateliers, déterminés à détruire toute la nouvelle technologie utilisée. Ces fanatiques sont apparemment alliés avec le seigneur du Sud Toric...